# رزویل (کالیفرنیا)
رزویل (به انگلیسی: Roseville) شهری در شهرستان پلاسر، کالیفرنیا ایالت کالیفرنیا است که در سرشماری سال ۲۰۱۰ میلادی، ۱۱۸۷۸۸ نفر جمعیت داشته‌است.